# Pipestone, Minnesota
Pipestone là một thành phố thuộc quận Pipestone, tiểu bang Minnesota, Hoa Kỳ. Năm 2010, dân số của thành phố này là 4317 người.

## Dân số
- Dân số năm 2000: 4280 người.
- Dân số năm 2010: 4317 người.